# Čaba Silađi
Čaba Silađi (serbisch-kyrillisch Чаба Силађи, ungarisch Csaba Szilágyi; * 23. August 1990 in Senta, Jugoslawien) ist ein serbischer Schwimmer. Er gehört zu der ungarischen Minderheit in Vojvodina.

## Werdegang
Silađi wurde sowohl bei der Jugend-Schwimmweltmeisterschaften 2006, als auch bei der Jugend-Schwimmweltmeisterschaften 2008 Vizeweltmeister über 50 Meter Brust. 2008 gewann er zusätzlich noch die Bronzemedaille über 100 Meter Brust.
2007 bei den Kurzbahneuropameisterschaften in Debrecen nahm er zum ersten Mal an einem großen internationalen Wettbewerb teil. Dort wurde er über 50 Meter Brust 24., über 100 Meter Brust 29. und über 200 Meter 34.
2008 war Silađi ein Teil der serbischen Olympiamannschaft für die Olympischen Sommerspiele 2008 in Peking, wo er über 100 Meter Brust nicht über den Vorlauf hinauskam und letztlich den 40. Rang belegte.
Seine bisher größten internationalen Erfolge feierte er 2009, als er einerseits bei den Mittelmeerspielen in Pescara Silber über 100 Meter und Bronze über 50 Meter Brust gewann und andererseits, als er bei der Sommer-Universiade 2009 in Belgrad Bronze über 50 Meter Brust gewann. Der wohl größte Erfolg war aber der im Dezember erreichte Bronzemedaillengewinn über 50 Meter Brust bei den Kurzbahneuropameisterschaften 2009 in Istanbul.
Bei den Schwimmeuropameisterschaften 2010 in Budapest erreichte Silađi über 50 Meter Brust das Halbfinale, schied dort allerdings als Elfter aus. Über 100 Meter Brust schied er im Vorlauf als 23. aus.